# Spelledare
En spelledare, ofta förkortat SL, är den deltagare i ett rollspel som håller ordning på regler, avgör utfallet av spelarnas handlingar (oftast med hjälp av tärningar), och skapar ett sammanhang för spelarna att spela i. Spelledaren spelar även alla spelledarpersoner (det vill säga alla de karaktärer som inte är rollpersoner som kontrolleras av spelarna). Det är även spelledarens uppgift att fördela ordet och spelets uppmärksamhet mellan de olika spelarna, det är också ofta som det faller på spelledaren att organisera speltillfället med plats och tid samt mat.
Ibland används även de engelska orden game master respektive dungeon master (förkortat GM respektive DM).